# André Hupet
André Hupet, né à Grand-Reng le 20 décembre 1922 et mort à Ciply en 1993, est un sculpteur, céramiste, dessinateur, peintre et créateur de tapisseries belge.

## Biographie et œuvres
Il étudie à l'Académie de Mons auprès Louis Buisseret (1938-1947) où devient professeur en 1948 ainsi qu'École supérieure d'architecture.
Membre de la « Maîtrise de Nimy » à partir de 1944. 
Il obtient le Prix Godecharle pour la sculpture en 1947. 
Il réalise des œuvres monumentales pour le Palais de beaux-arts, le Palais de Justice et le Palais des expositions de Charleroi. 
Sa peinture, qui donne la préférence aux figures, aux portraits et aux nus, est d'inspiration expressionniste.
Vers 1980 il s'intéresse à la tapisserie en association avec la licière Marie-France Godart.

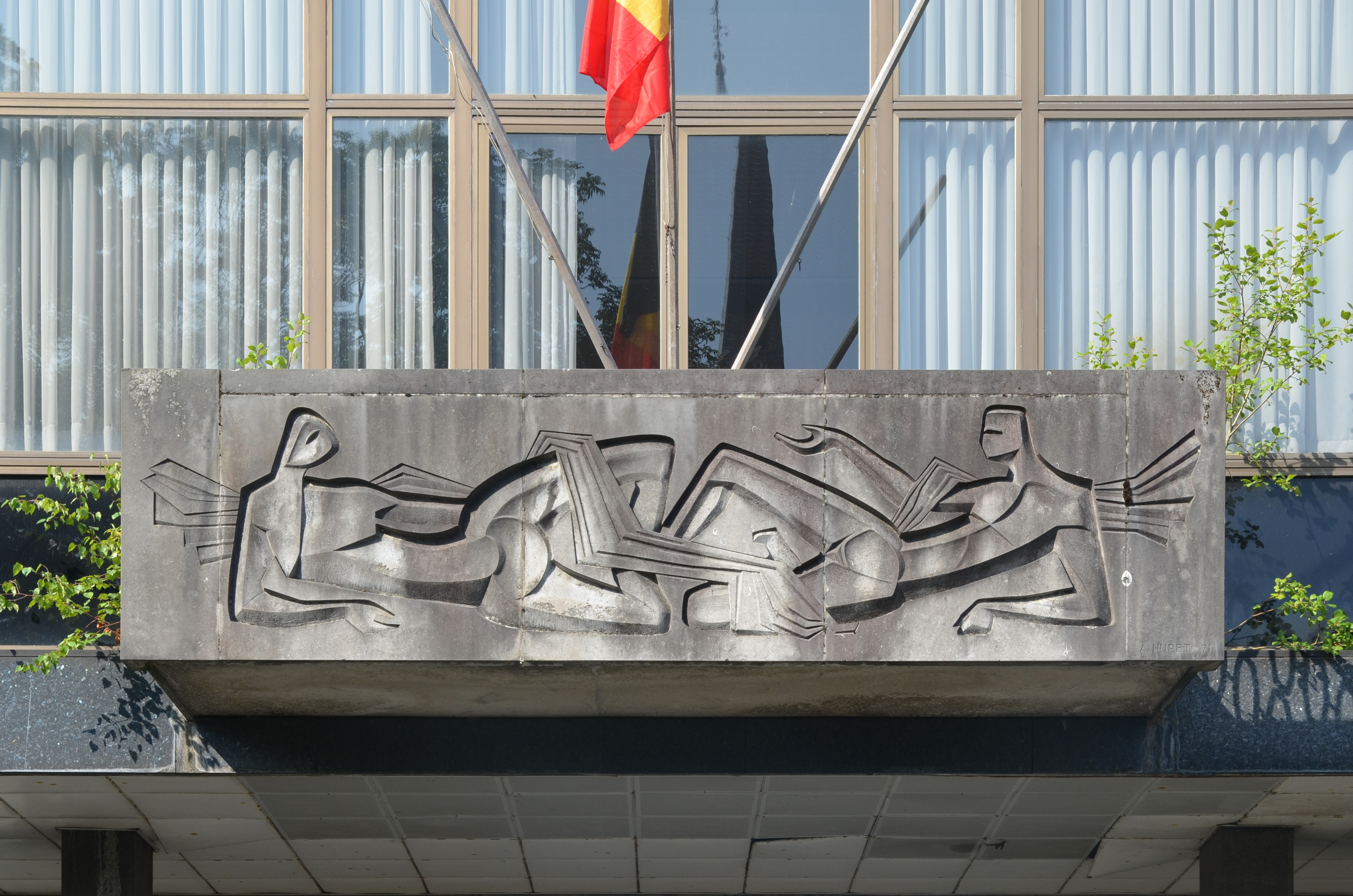
Bas-relief sur la façade du salon communal de Marchienne-au-Pont.
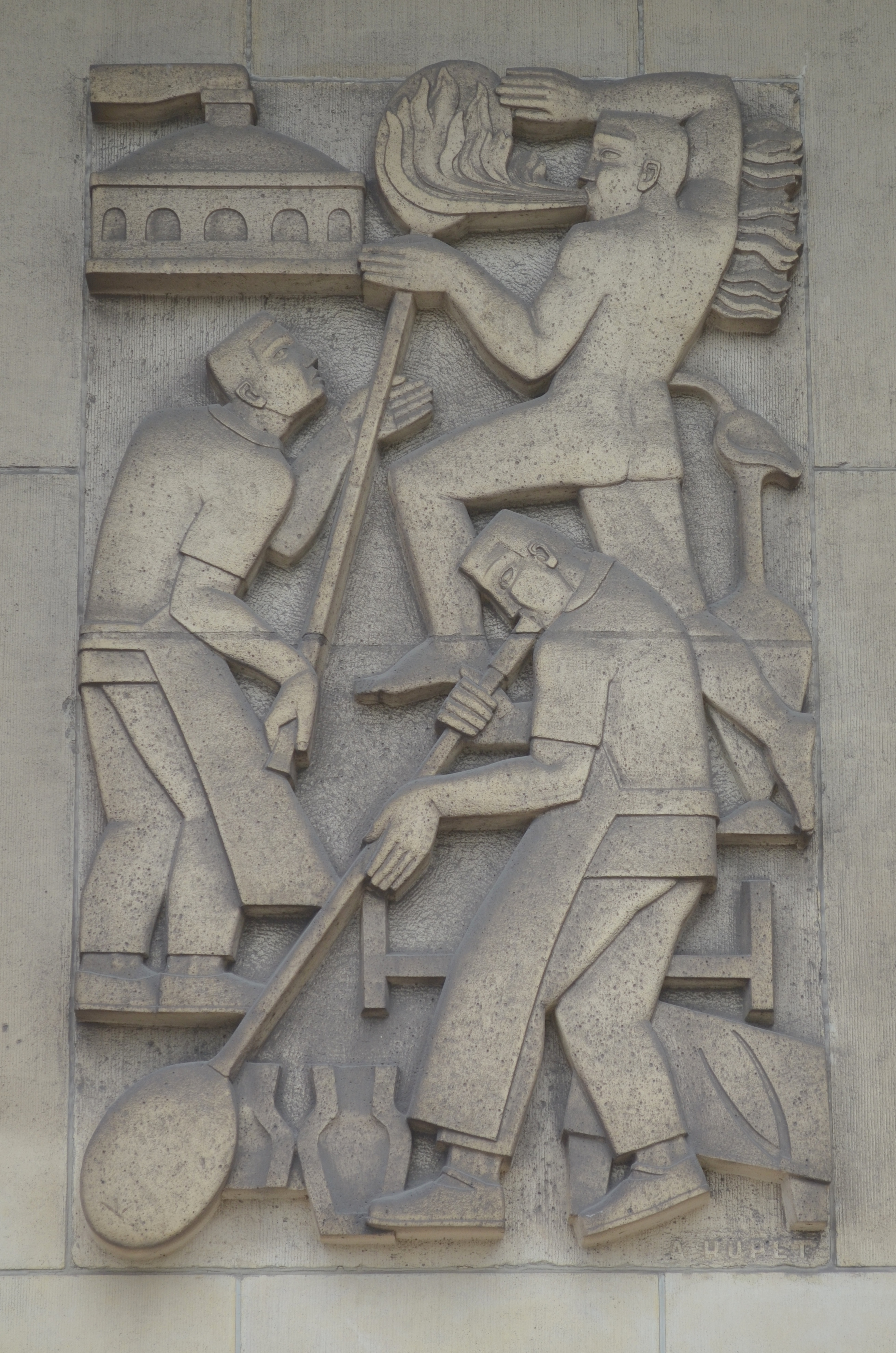
Œuvre monumentale sur la façade du palais des expositions de Charleroi (1953).
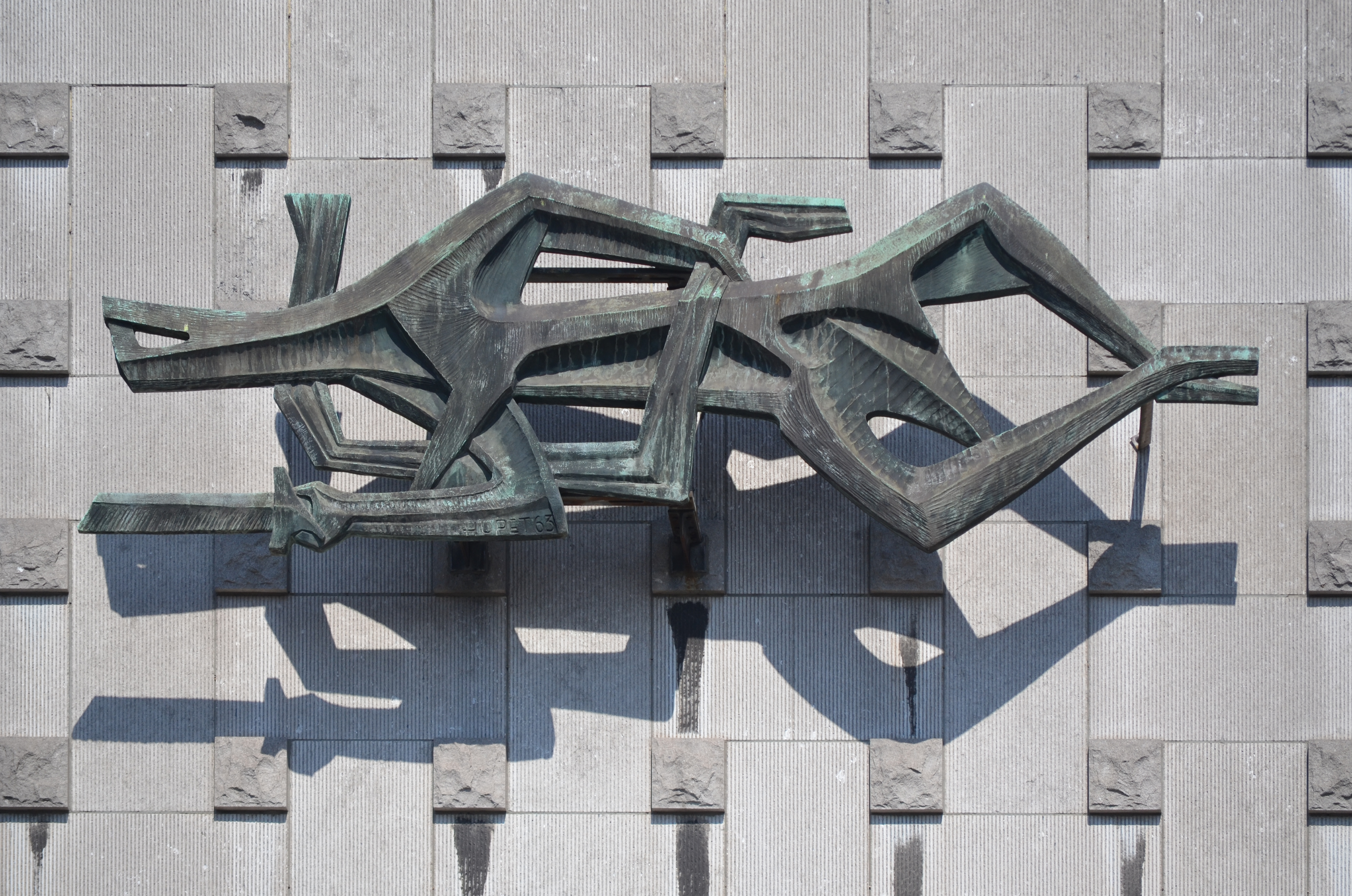
La justice poursuivant le mal, œuvre monumentale sur la façade du palais de justice de Charleroi (1964).